# Międzynarodowa komisja ds. objawień z Medziugoria
Międzynarodowa komisja ds. objawień z Medziugoria (wł. Commissione internazionale di inchiesta su Međugorje) − grupa czternastu ekspertów, na czele której stał kard. Camillo Ruini, mająca zbadać i wydać oficjalny werdykt o autentyczności domniemanych objawień Matki Bożej w Medziugoriu w Bośni i Hercegowinie, powołana 17 marca 2010 przy Kongregacji Nauki Wiary.
Prace komisji obłożone zostały klauzulą tajności. Wnioski w odniesieniu do faktów wziętych pod uwagę miały zostać przedłożone kongregacji zgodnie z posiadanymi przez nią kompetencjami. Pierwsze obrady komisji miały miejsce 26 marca 2010, o czym poinformowano opinię publiczną 13 kwietnia 2010. Komisja zakończyła swoją pracę 17 stycznia 2014. Wyniki przekazano kongregacji. 19 września 2024 podczas konferencji prasowej ogłaszającą notę Dykasterii Nauki Wiary zatytułowaną "Królowa Pokoju" na temat doświadczenia duchowego związanego z Medziugorie, zostały ujawnione wyniki dochodzenia przeprowadzonego przez międzynarodową komisję. Wydała ona pozytywną opinię na temat pierwszych siedmiu objawień, do których doszło między 24 czerwca a 3 lipca 1981 r.

## Członkowie
Na czele komisji stał emerytowany wikariusz generalny Rzymu kard. Camillo Ruini. W skład komisji weszli:
- kard. Jozef Tomko, emerytowany przewodniczący Papieskiej Komisji ds. Międzynarodowych Kongresów Eucharystycznych
- kard. Vinko Puljić, arcybiskup Sarajewa (Bośnia i Hercegowina)
- kard. Josip Bozanić, arcybiskup Zagrzebia (Chorwacja)
- kard. Julián Herranz Casado, emerytowany przewodniczący Papieskiej Rady ds. Tekstów Prawnych
- kard. Angelo Amato SDB, prefekt Kongregacji Spraw Kanonizacyjnych
- ks. Tony Anatrella, psycholog (Francja)
- ks. Pierangelo Sequeri, teolog (Włochy)
- o. David Maria Jaeger OFM, kanonista (Izrael)
- o. Zdzisław Kijas OFMConv., relator Kongregacji Spraw Kanonizacyjnych (Polska)
- o. Salvatore M. Perrella OSM, rektor Papieskiego Uniwersytetu "Marianum"
- ks. Achim Schütz, teolog (Papieski Uniwersytet Laterański, sekretarz komisji)
- ks. prał. Krzysztof Nykiel (sekretarz pomocniczy)

W pracach komisji uczestniczyli ponadto:
- ks. Franjo Topić, profesor teologii fundamentalnej (Sarajewo)
- o. Mijo Nikić SJ, profesor psychologii (Zagrzeb)
- o. Mihály Szentmártoni SJ, profesor teologii duchowości (Papieski Uniwersytet Gregoriański)
- s. Veronika Nela Gašpar FDC, profesor teologii (Rijeka)